# جن بيرين
'جين بابتيست بيرين (بالفرنسية: Jean Perrin)‏ (30 سبتمبر 1870 - 17 أبريل 1942) هو فيزيائي فرنسي حصل على جائزة نوبل في الفيزياء عام 1926.

## حياته
ولدَ جين بيرين في مدينة ليل الفرنسية 1870، حيث التحق بجامعة École Normale Supérieure. أصبح مساعداً في المدرسة خلال الفترة 1894 - 1897، حيث بدأ في دراسة أشعة الكاثود والأشعة السينية. مُنح درجة الدكتوراه في العلوم عام 1897. وفي نفس العام تم تعيينه محاضراً في الفيزياء الكيميائية في مدينة جامعة سوربورن، في باريس. أصبح بروفيسوراً في الجامعة عام 1910 وظلّ كذلك حتى الاجتياح الألماني لفرنسا خلال الحرب العالمية الثانية.

## أبحاثه
أظهر بيرين عام 1895 أنّ أشعة الكاثود تتكون من جسيمات سالبة الشحنة. وقام بحساب عدد أفوغادرو لها بأكثر من طريقة. قام أيضاً بتوضيح أنّ الطاقة الشمسيّة هي عبارة عن تفاعل نووي-حراري للهايدروجين.
بعد أن قام ألبرت أينشتاين عام 1905 بطباعة تفسيره النظري عن الحركة البراونية بناءً على مفهوم الذرات، قام بيرين بعمل تجارب عملية للتأكد من تنبؤات آينشتاين، وكان لتجاربه القول الفصل في الجدل الذي كان قائماً لقرن من الزمان حول صحة نظرية جون دالتون حول الذرّة.
حصل بيرين على جائزة نوبل في الفيزياء عام 1926 لعمله الدؤوب على البنية المتقطعة للمادة، وخاصة اكتشافه للإتزان الرسوبي.

## الجوائز والمناصب
حصل بيرين على عدد من الجوائز والمناصب الفخرية منها:
- جائزة «جول» للجمعية الملكية عام 1896.
- جائزة La Caze من أكاديمية باريس للعلوم.
- تم تعيينه مرتين عضواً في لجنة سولفيه في بروكسل عام 1911 و 1921.
- كان عضواً في في الجمعية الملكية في لندن.
- كان عضواً في أكاديميات للعلوم في كل من بلجيكا، السويد، براغ، رومانيا، والصين.
- حصل على أوسمة وحقق مراتب شرفية عالية في كل من فرنسا وبلجيكا.
- في عام 1927، ساهم في إنشاء معهد البيولوجيا الفيسيولوجي الكيميائي.
- في عام 1937 ساهم في إنشاء ""Palais de la Découverte (بالعربية: قصر الاكتشافات). وهو متحف علمي في باريس.

ومن الجدير بالذّكر أنّ جن بيرين كان له ابن اشتهر بالفيزياء أيضاً وهو فرانسيس بيرين.

## وفاته
كان بيرين قد خدم في سلاح الهندسة إبّان الحرب العالمية الثانية، ثمّ بعد الاجتياح الألماني لباريس عام 1940 هربَ إلى الولايات المتحدة الأمريكية. حيثُ ماتَ في مدينة نيويورك. بعد انتهاء الحرب، وفي عام 1948، أعيد رفات بيير إلى فرنسا وتم نقله بواسطة البارجة البحرية جان دارك. ودُفنَ في البانتيون (Panthéon) في باريس.

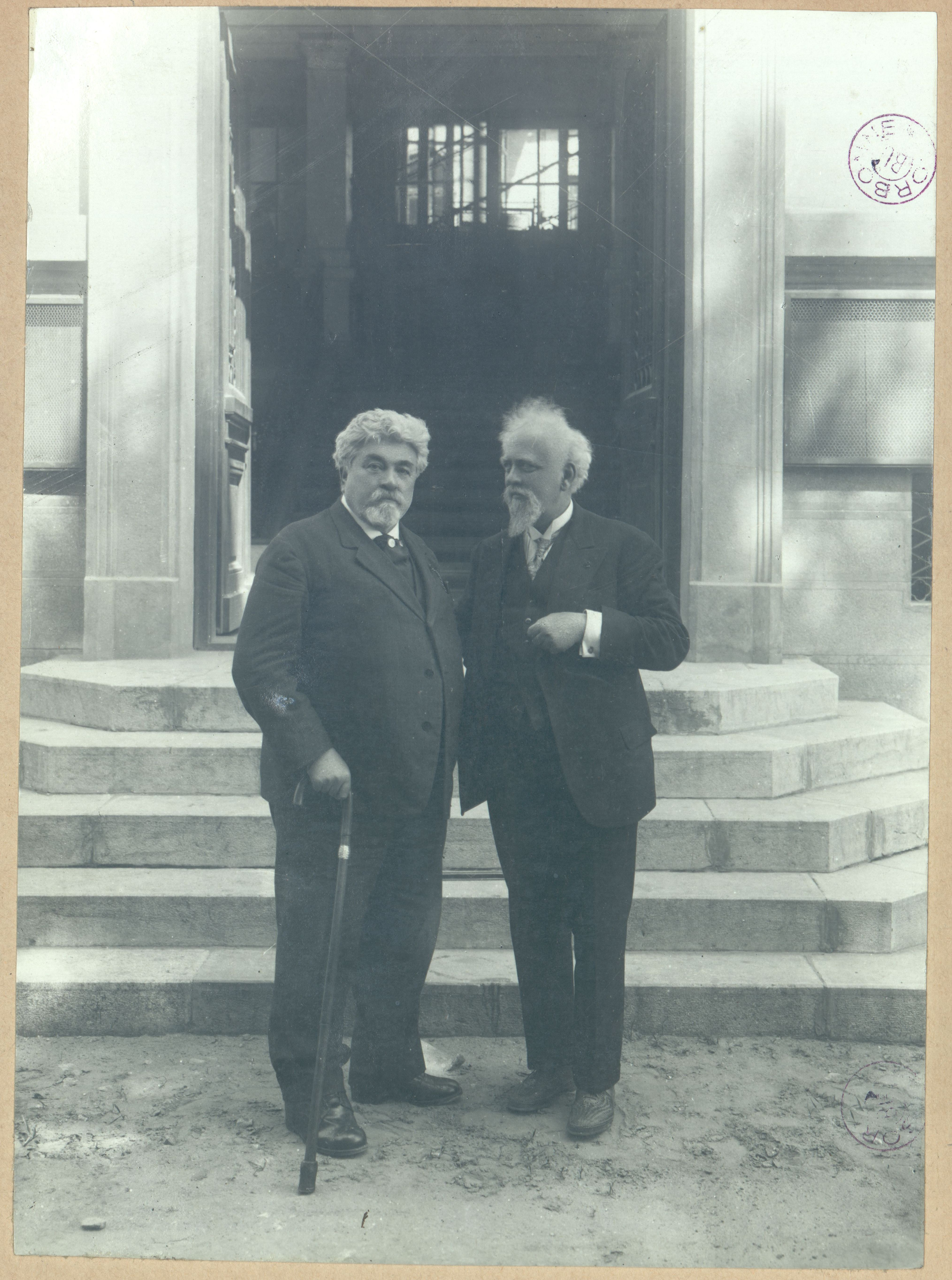
جامعة باريس والسوربون. جورج كانتاكوزين وجان بيرين في عام 1931 (مكتبة السوربون ، نوبيس)

## روابط خارجية
- جن بيرين على موقع الموسوعة البريطانية (الإنجليزية)
- جن بيرين على موقع إن إن دي بي (الإنجليزية)